# Placentalia
Placentalia este o infraclasă care conține mamiferele placentare. Rudele cele mai apropiate ale placentarelor fac parte din infraclasa Marsupialia. 